# Yusuke Murayama
Yusuke Murayama (Shizuoka, 10 juni 1981) is een voormalig Japans voetballer.

## Carrière
Yusuke Murayama speelde tussen 2004 en 2010 voor Shonan Bellmare, Omiya Ardija en Oita Trinita.